# London City Airport
London City Airport (IATA: LCY, ICAO: EGLC) is het op een na kleinste vliegveld voor burgerluchtvaart in en rondom de Britse hoofdstad Londen. Het is de meest centraal gelegen luchthaven van Londen en - met Heathrow - de enige binnen de grenzen van Groot-Londen. Het vliegveld werd in 1987 geopend en ligt in het gebied Royal Docks in het oostelijk deel van de Docklands, de vroegere haven van Londen.
De oost-westelijk georiënteerde startbaan is aangelegd op een smalle strook tussen twee voormalige dokken: het Royal Albert Dock en het King George V Dock, beide parallel aan de rivier de Theems gelegen. Er is geen ruimte voor meer startbanen en er zijn geen taxibanen.
Die enige startbaan heeft een lengte van slechts 1650 meter. Daardoor is het vliegveld niet geschikt voor grotere toestellen. Als gevolg daarvan biedt de luchthaven vooral vluchten naar (nabije) Britse en Europese bestemmingen. KLM vliegt op Schiphol, Aer Lingus vliegt naar Dublin en Lufthansa vliegt naar Frankfurt om enkele verbindingen aan te geven.
Het vliegveld verwerkte in 2018 ruim 4,8 miljoen reizigers, voornamelijk zakelijke reizigers, die profiteren van de korte afstand tussen het vliegveld en de zakenwijken Canary Wharf en City of London.

## Vervoer
Passagiers met bestemming centraal Londen kunnen gebruikmaken van de Docklands Light Railway vanaf het station London City Airport. Deze voert direct naar het metrostation Bank in de City en geeft tevens aansluiting op de Jubilee Line voor Canary Wharf en bestemmingen in westelijk Londen.